# 130 nm
Il 130 nm (130 nanometri o 0,13 µm) evoluzione del precedente processo a 180 nm è un processo produttivo della tecnologia dei semiconduttori con cui vengono prodotti i circuiti integrati a larghissima scala di integrazione (VLSI).
Il valore 130 nm deriva della tendenza storica di riduzione a circa il 70% ogni 2-3 anni. Il nome è stabilito formalmente dall'International Technology Roadmap for Semiconductors (ITRS).
Il processo è stato introdotto negli anni 2000-2001 dalle maggiori industrie di semiconduttori come Intel, Texas Instruments, IBM, e TSMC.
Il successore di questo processo utilizza una larghezza di canale di 90 nanometri.

## Processori realizzati con il processo 130 nm
- Intel Pentium III con core Tualatin
- Intel Pentium 4 con core Northwood